# Metrický cent
Metrický cent (z latinského centum – „sto“), lidově metrák, nespisovně kvintál z franc. quintal, je označení dříve používané fyzikální jednotky hmotnosti. Značíme ji písmenem q, přičemž 1 q = 100 kg. Přívlastek metrický označuje odvození od metrické soustavy, na rozdíl od jiných centů, například v angloamerické soustavě pro hmotnost avoirdupois.
V dřívější době se na metrické centy vážilo například množství skladného uhlí, dřeva, obilí, písku atp. Slovo metrák se i v 21. století používá v hovorové češtině pro určování hmotnosti některých druhů zboží hlavně v maloobchodě. Jde zejména o stavební hmoty, obilí nebo potravinářské výrobky.